# Georgische Badminton-Juniorenmeisterschaft
Georgische Badminton-Juniorenmeisterschaften werden nach dem Zerfall der Sowjetunion seit der Saison 1991/1992 unregelmäßig vom Georgischen Badmintonverband ausgerichtet.

## Die Titelträger
| Saison    | Herreneinzel       | Dameneinzel          | Herrendoppel                        | Damendoppel                          | Mixed                                 |
| --------- | ------------------ | -------------------- | ----------------------------------- | ------------------------------------ | ------------------------------------- |
| 1992      | Boris Sirounian    | Inga Khourtsidze     | nicht ausgetragen                   | nicht ausgetragen                    | nicht ausgetragen                     |
| 1993 1996 | nicht ausgetragen  | nicht ausgetragen    | nicht ausgetragen                   | nicht ausgetragen                    | nicht ausgetragen                     |
| 1997      | Mamuka Sarjevadze  | Khatuna Khelidze     | Mamuku Sarjevadze Sukhishvili Zureo | Khatuna Khelidze Irena Kirakosian    | Mamuku Sarjevadze Khatuna Khelidze    |
| 1998      | Mamuka Sarjevadze  | Khatuna Khelidze     | nicht ausgetragen                   | nicht ausgetragen                    | nicht ausgetragen                     |
| 1999      | nicht ausgetragen  | nicht ausgetragen    | nicht ausgetragen                   | nicht ausgetragen                    | nicht ausgetragen                     |
| 2000      | Ilia Tvaliaschvili | Natia Mirianischvili | nicht ausgetragen                   | nicht ausgetragen                    | nicht ausgetragen                     |
| 2001      | Ilia Tvaliaschvili | Ina Davidova         | Ilia Tvaliaschvili Edvard Eremiani  | Natia Sagadashvili Ina Davidova      | Ilia Tvaliaschvili Natia Sagadashvili |
| 2002      | Armen Khachaturuan | Natela Somkhishvili  | Ilia Tvaliaschvili Edvard Eremiani  | Natia Sagadashvili Ina Davidova      | Ilia Tvaliaschvili Natia Sagadashvili |
| 2003 2004 | nicht ausgetragen  | nicht ausgetragen    | nicht ausgetragen                   | nicht ausgetragen                    | nicht ausgetragen                     |
| 2005      | Michael Kitaevich  | Irma Petrosian       | Michael Kitaevich Robert Eremian    | Irma Petrosian Victoria Eganian      | Michael Kitaevich Irma Petrosian      |
| 2006 2013 | nicht ausgetragen  | nicht ausgetragen    | nicht ausgetragen                   | nicht ausgetragen                    | nicht ausgetragen                     |
| 2014      | nicht ausgetragen  | nicht ausgetragen    | Luka Ninoshvili Albert Agajanyan    | Teona Batiashvili Maria Khachaturyan | Luka Ninoshvili Elena Ambaryan        |
| 2015      | Luka Ninoshvili    | Maria Khachaturyan   | Luka Ninoshvili Pavle Piltoyan      | Teona Batiashvili Maria Khachaturyan | Luka Ninoshvili Maria Khachaturyan    |
| 2016      | Luka Ninoshvili    | Maria Khachaturyan   | Luka Ninoshvili David Karapetyan    | Teona Batiashvili Maria Khachaturyan | Luka Ninoshvili Elena Ambaryan        |
| 2017      | Luka Ninoshvili    | Maria Khachaturyan   | Luka Ninoshvili Grigol Nalgranyan   | Teona Batiashvili Maria Khachaturyan | Luka Ninoshvili Elena Ambaryan        |
| 2018 2025 | nicht ausgetragen  | nicht ausgetragen    | nicht ausgetragen                   | nicht ausgetragen                    | nicht ausgetragen                     |